# Pfarrkirche Reith bei Seefeld

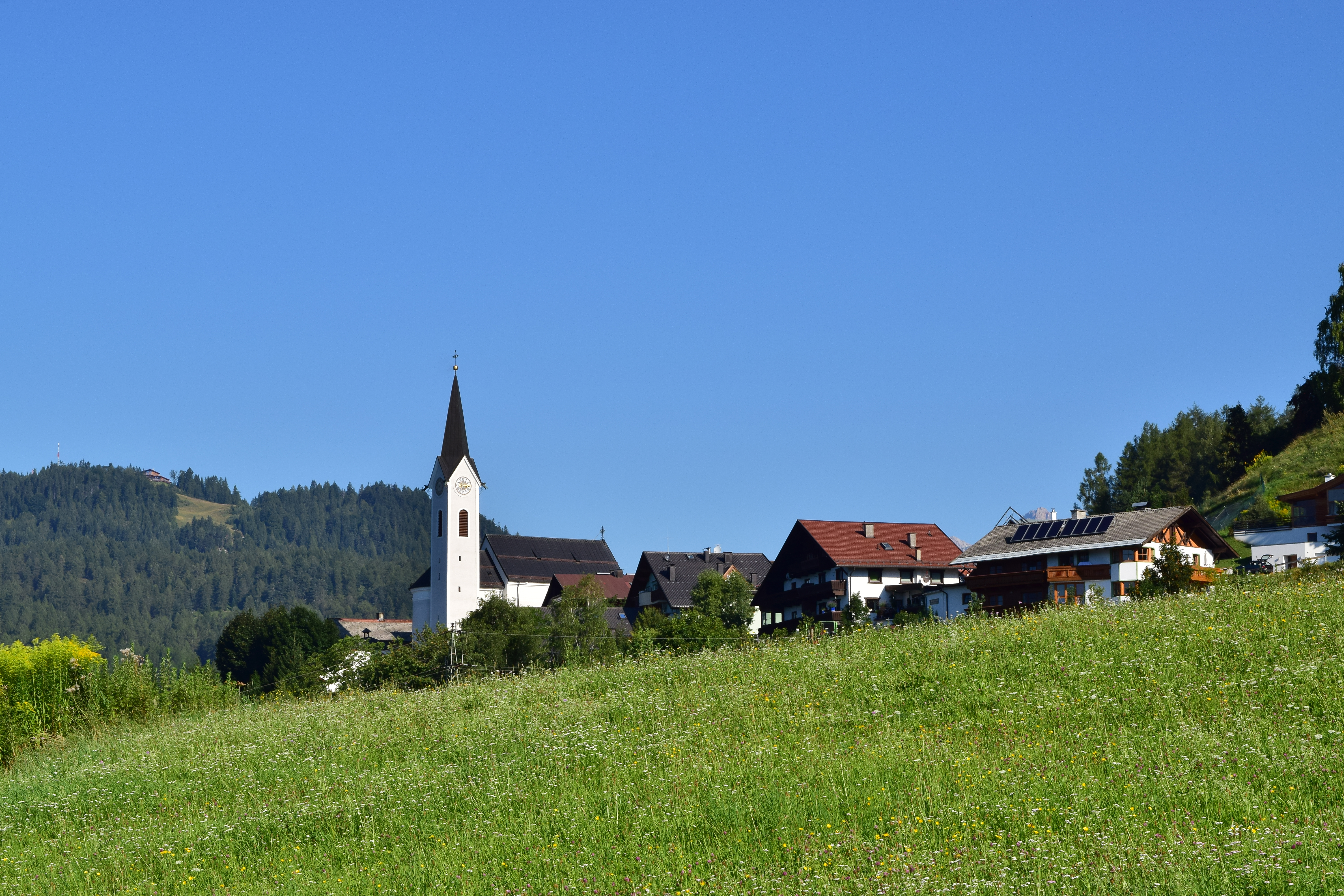
Katholische Pfarrkirche hl. Nikolaus in Reith bei Seefeld

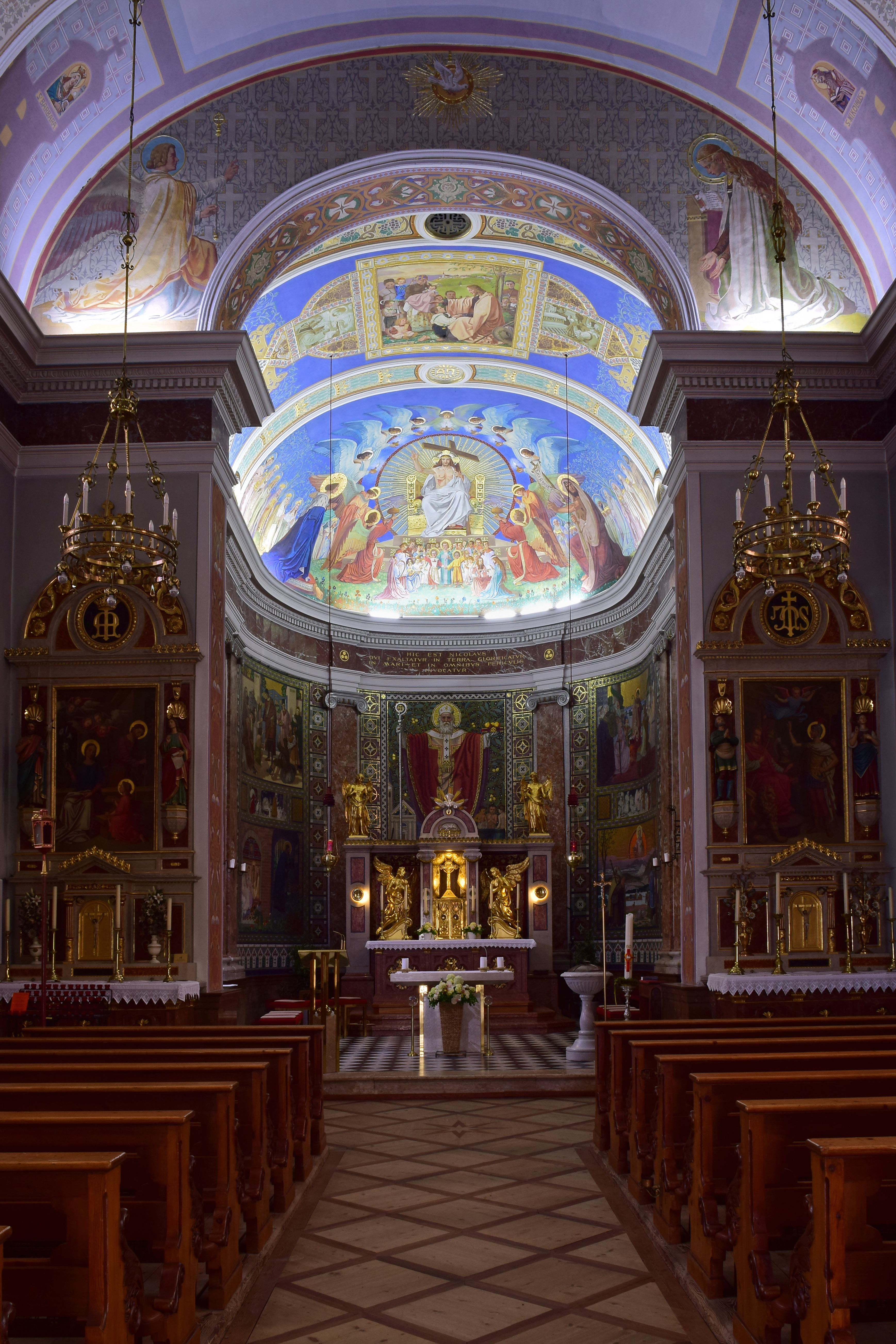
Langhaus, Blick zum Chor

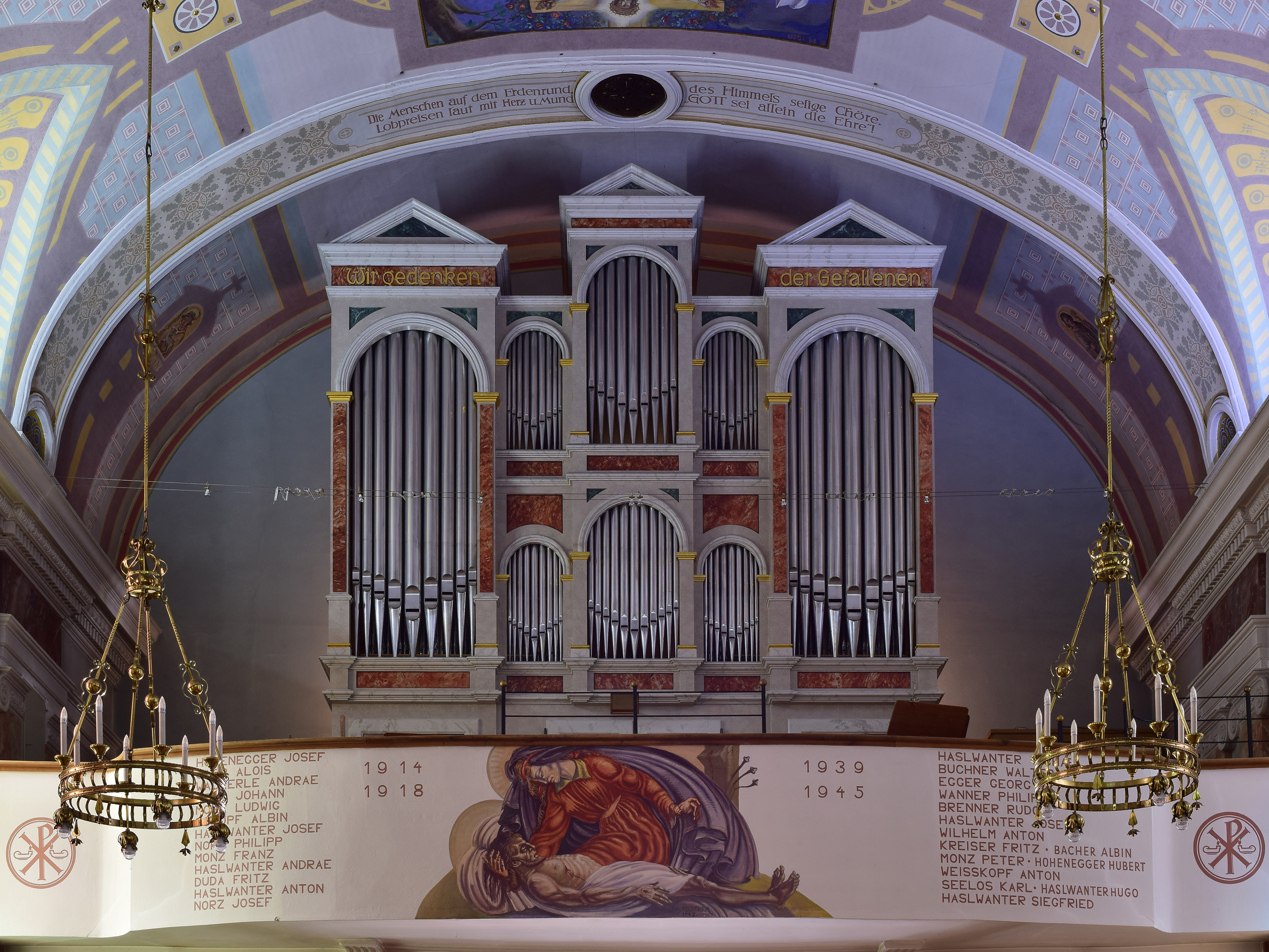
Langhaus, Blick zur Empore

Die Pfarrkirche Reith bei Seefeld steht in der Gemeinde Reith bei Seefeld im Bezirk Innsbruck-Land in Bundesland Tirol. Die dem Patrozinium hl. Nikolaus von Myra unterstellte römisch-katholische Kirche gehört zum Dekanat Telfs in der Diözese Innsbruck. Die Kirche und der Friedhof stehen unter Denkmalschutz (Listeneintrag).

## Geschichte
Urkundlich wurde 1391 eine Kirche genannt. Der Neubau aus 1832 wurde nach einem Brand 1892/1895 wiedererrichtet. Nach Bombenschäden 1945 wurde die Kirche bis 1964 erneuert.

## Architektur
Der Saalbau des 19. Jahrhunderts zeigt die Giebelfront zur Straße, die südliche Apsis ist zum Inntal ausgerichtet.
Das Langhaus zeigt Eckpilaster und ein hohes Fries, der eingezogene Chor schließt rund, die Kirche hat Rundbogenfenster. Der Turm steht östlich am Chor, er ist im unteren Mauerwerk mittelalterlich, die Schallfenster sind rundbogig, er trägt einen Giebelspitzhelm. Es gibt spätgotische Reste des Gewändes eines Portales und eines Rundbogenportal in den Mauern der westlichen Sakristei. Das Giebelfeld der Hauptfront zeigt im Mosaik Christkönig, Maria, Nikolaus von Josef Pfefferle und Rudolf Margreiter, 1945 renoviert. Die Schnitzreliefs der Kirchentür schuf Johannes Obleitner 1949, die Vorhalle zeigt Sgraffiti von Johannes Obleitner 1959.
Das Kircheninnere zeigt ein dreijochiges Langhaus und folgend den Chor mit Wandgliederungen mit ionisierenden Doppelpilastern, die Chorpilaster in Rotmarmor, ein umlaufendes Gebälk, eine Stichkappentonne mit Gurtbögen. Der Triumphbogen ist eingezogen. Die Westempore nach 1945 zeigt Malerei aus 1948. Die Glasmalereien schuf Johannes Obleitner 1950. Die Chorwandmosaiken schuf Rudolf Margreiter 1913, hl. Nikolaus und seitlich je zwei große Bildfelder und ein kleines Bildfeld mit der Nikolauslegende, in der Konche Deesis. Die Deckengemälde schuf Rudolf Margreiter 1911, Jesus segnet die Kinder, an der Triumphbogenwand Mariä Verkündigung, im Langhaus Messe, Eheschließung, Tod.

## Ausstattung
Der Hochaltar zeigt einen modernen Marmoraufbau. Die linke Seitenaltar zeigt das Bild Maria mit Kind und Josef als Zimmermann des Malers Johann Ertl von 1895, er trägt die Seitenfiguren Johannes der Täufer und Johannes Evangelist. Der rechte Seitenaltar zeigt das Bild hl. Sebastian als Legionär vor dem Kaiser, er trägt die Seitenfiguren Isidor und Notburga. Die historistische Kanzel aus dem Ende des 19. Jahrhunderts zeigt vier Reliefs der Heiligen Kassian, Ingenuin, Albuin, Vigilius. Die Sezessionistische Kommunionbank ist aus Marmor.